# 名誉男性

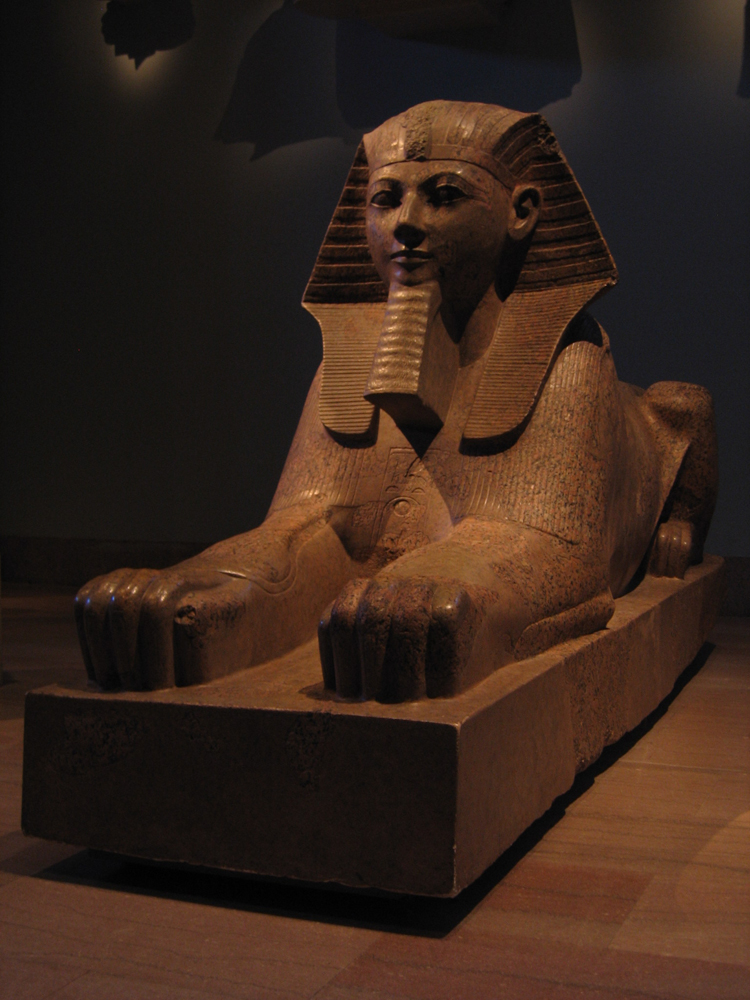
ハトシェプスト女王は、紀元前1479年から58年にかけて、完全なファラオとしてエジプトを統治した。

名誉男性（めいよだんせい、honorary male、honorary man）は、家父長制の現状を乱すことなく、男性並の権力を与えられた女性。

## 古代エジプト
ハトシェプスト女王は、完全なファラオとして施政した古代エジプトの最初の女性の支配者だった。新王国時代の支配者であるハトシェプストは、男性の支配者として自分自身を描写し、主張した。ハトシェプストのアートワークと彫刻では、彼女は伝統的なファラオの頭飾り、キルト、そして王権の象徴である偽の髭で描写されている。彼女の胸は小さく目立たなくされており、彼女の肩は広く男らしくなっている。ハトシェプストはいくつかの建築計画と軍事作戦を実行し、エジプトを平和と繁栄の時代に導いた。ハトシェプストの施政がこの時代の女性の地位を向上させたかは不明だが、古代エジプトの女性は自分の職業を決め、好きな人と結婚し、自分に有利な婚前契約を結び、夫と離婚し、不動産を所有し、聖職者になり、避妊と中絶へのアクセス権もあった。この時代のエジプトの女性は他の国の女性よりも高い地位を占めており、4世紀にキリスト教が台頭し、7世紀にイスラム教が台頭した後のエジプトの女性よりも高い地位を占めていた。

## 鉄器時代
紀元前450年から紀元前380年までの西ヨーロッパのラ・テーヌ文化における女性の埋葬は、一部の女性のエリートの地位を示している。この時期の中央ドイツと南ドイツのエリートには、前の時代に見られたものと同様の権力を表す物体が付随していた。前のハルシュタット文化（紀元前750年から紀元前450年）の上流層の墓には、金の首輪、青銅の短剣、青銅の酒器、四輪の荷馬車が含まれていた。1970年に発掘されたホーホドルフの墓地では、ハルシュタット文化の前と期間中にエリートの男性の埋葬物しか見つからなかった。しかし、紀元前480年に、エリートの男性の墓の数が減少し始め、突然エリートの女性の墓が取って代わった。同じ頃、埋葬された高い地位にある者は大多数だった男性から女性に移行した。戦争が男性の大規模な移動を引き起こし、女性が普段男性が担っている役割を果たすために残った。
ヨーロッパのケルト地方でも同様の人口移動が発生した。鉄器時代のケルト諸語圏の社会のほとんどは農業を中心としていたため、地主階級が支配的だった。支配階級も軍のエリートとして従軍した。中世スコットランドでの戦争が増えるにつれ、女性はすぐに土地の所有者と権力者の役割を担うようになった。地主である女性によって開催された宴会には、多くの酒と食物があった。宴会の質は、主催者の社会経済的地位を表している。これらの宴会を実行するための道具、服装、方法も、制度と価値観に影響を与えた。成功した宴会の主催者の最高の地位を象徴する金の首輪は、女性の墓で発見され、女性が伝統的に男性によって支持されていた慣習を続けていたことを示している。この家父長制社会で女性が権力の座に就くのは、男性の人口が少ないことによって可能になった。『「名誉男性」または実体の女性? 鉄器時代のヨーロッパにおけるジェンダー、地位、権力』の著者であるベッティナ・アーノルドによると、一部の女性は社会経済的および軍事的権力の両方の象徴として埋葬されたため、名誉男性であったことを示している。

## 1900年代以前

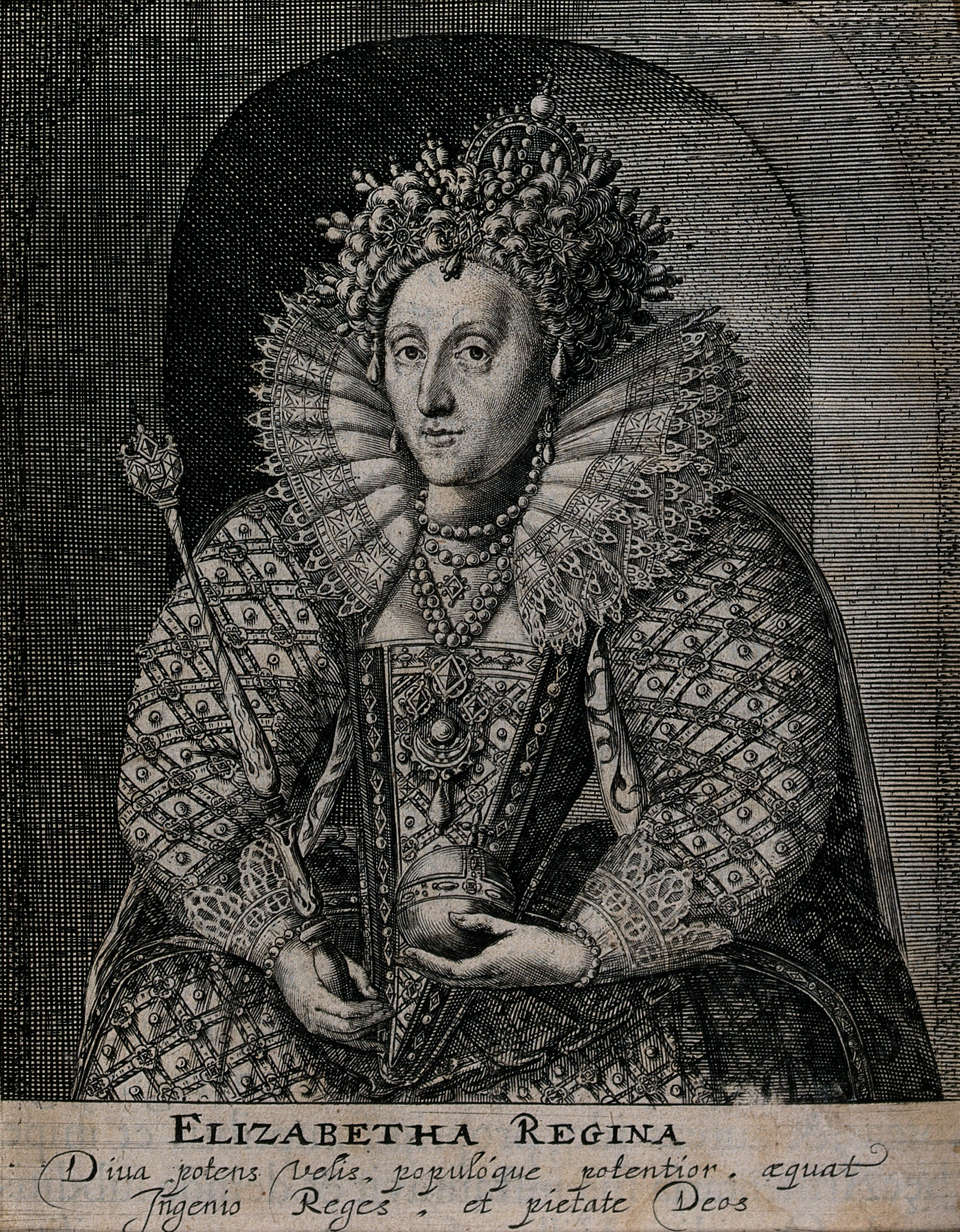
女王エリザベス1世は、その名声が彼女の国の女性の地位を高めることにはならなかったといっても過言ではない。

『女王エリザベス1世と家父長制の永続性』の中で、アリソン・ハイシュは名誉男性を、彼女らが働く男性社会の価値観と慣行を受け入れ、それらを内面化し、従う女性として説明している。彼女は、名誉男性は家父長制の統治を覆すのではなく支持する傾向があると指摘し、その統治がイギリスの女性の地位にほとんどまたは全く影響を与えなかったエリザベス1世を例として挙げている。彼女はまた、ガートルード・スタインがサロンに座って葉巻を吸い、男性と会話していたエピソードを例を挙げている。スタインの参加は、男性が葉巻を吸って彼らの間で話す夕食後の定番を一時的に変更するが、それを恒久的に変更することはない。アーネスト・ヘミングウェイはかつて書簡に「ガートルード・スタインと私は兄弟のようだ」と書いたことがあり、彼女は他の女性とは異なっている例外と見なされている。

## 1900年代から現代
名誉男性のキャロライン・ハイルブランは、1988年に『「特権的な」女性の非自伝: イングランドとアメリカ』を書いている。彼女の「特権的な」地位を維持するためには、一般的な女性の習慣から距離を置く必要がある。このようにして、彼女はある形態の束縛（国内の領域）を別の形態の束縛（男性の領域）と置換する。
ザンビアの政治圏における男性の支配を1998年の米国のそれと比較し、サラ・フルペキレ・ロングウェ は、名誉男性はしばしば「女性が既に平等であると信じるように教育されたクイーン・ビー」と書いている。彼女はこれをサッチャー症候群と呼んでいる。そのような女性は、他の女性に力を与えることを望んでおらず、むしろ男性の間で彼女ら自身の並外れた地位を維持することを望んでいるとロングウェは主張している。
マーガレット・アトウッドは、1972年に実施された書評の研究結果について次のように述べている。
男性の本が賞賛されている場合、それは過剰な男性性の形容詞が用いられる傾向があることが分かる。作家は超男性だった。中傷された時は、気の毒な男性はキラークーチの「女性」的な形容詞を割り当てられる。女性の作家で出来が悪い場合は、女性作家は女性よりも女性だとよくいわれ、賞賛された場合は、彼女は「性別を超越し」（引用）、非女性または名誉男性の地位に引き上げられる。「彼女は男のように考える」は褒め言葉だった。
アーシュラ・K・ル＝グウィンはかつてインタビューで、「『女性によるノートン文学アンソロジー』を表紙から裏表紙まで読んだ。それは私にとって聖書だった。名誉男性のように書く必要がないことを教えてくれた。私は女性のように書くことができ、そうすることで解放されたと感じることができた」と述べた。
この現象は学界で見られる。イギリスのラフバラー大学で女性学の修士号を取得したバーバラ・バギホールは、インタビューした女性が男性優位の分野で成功するためには、女性の同僚との関係を断ち切る必要があると感じていることを調査を通じて明らかにした。
軍の女性も同様の問題に直面している。イラクとアフガニスタンでの最近の戦争は、女性が性別役割と戦うことを可能にした。しかし、軍隊の女性が受け入れられ、成功したと見なされるためには、女性は「男性の一人」にならなければならないと感じている。そうでなければ、彼女らはジェンダーに基づく嘲笑に直面し、場合によっては、女性が軍のキャリアを終えることになる。フェミニスト理論家のシンシア・エンローは、本質的に暴力的で超男性的な特徴のある軍隊の制度は、教育やビジネスの制度に匹敵するものではないと主張している。彼女は、この環境は女性にとって非常に有害であるため、完全に同化することはできないと述べた。

## ダブルバインド
ダブルバインドは、本質的に女性候補者と政治指導者に対して保持されている二重基準である。ダブルバインドを克服する女性の能力は、彼女が名誉男性の地位を取得することを可能にする。女性候補者と政治指導者がダブルバインドを克服するためには、男性的な資質を高め、女性的な資質を減らして、仕事に適していると見なされるようにする必要がある。女性は、「強い」ように見えるほど男性的すぎたり、「弱い」ように見えるほど女性的すぎたりしてはならない。女性候補者が男性的な政治領域に参加するためには、ダブルバインドを上手く克服しなければならない。
2008年のアメリカ合衆国大統領選挙では、ヒラリー・クリントンとサラ・ペイリンがそれぞれ大統領と副大統領の職に就くという独特のダブルバインドに直面した。彼女らは、女性と男性のイメージ、および世論の他の課題とのバランスを上手く取る必要があった。クリントンは、自分自身をタフで経験豊富（男性的）で、思いやりがあり好感が持てる（女性的）と表現することで、ダブルバインドを克服することが出来た。 クリントンキャンペーンは、ワシントンD.C.での彼女の仕事ぶりと問題に対する知識を強調した。 彼女のキャンペーンはまた、彼女をアメリカ人を気遣う誠実な人物として描写しようとした。しかし、クリントンは、どこにでもいる人と繋がり、関係を築くことができる信頼できる個人というイメージを一般に見せることができなかった。
ペイリンはまた、ダブルバインドを巧みにナビゲートし、タフな政治的アウトサイダーであり家族の一員としての女性であることを示した。ペイリンはオバマを批判し、キャリアの政治家ではなく、アイスホッケー・ママとしての彼女のイメージを作り出した。政治的アウトサイダーとしての彼女の立場を強調したペイリンは、人々の信頼を得るのに役立ち、彼女が政治的変化を起こす可能性のある候補であることを確信させた。しかし、政治的アウトサイダーとしてのペイリンの立場は彼女に裏目に出て、彼女の実際の役職の資質の欠如を明らかにした。

### ダブルバインドの回避
名誉男性に関連するダブルバインドは、性別よりもジェンダーに関連しているため、特定の文化では、ジェンダーを異なる方法で表現することにより、ダブルバインドを回避することを選択している。たとえば、アルバニアの一部の女性「宣誓処女」は、男性が受け継ぐ特権にアクセスするために男性として生活している。言い換えれば、この文化には、自分の利益のために男性として行動する、出生時に女性に割り当てられた人々がいる。アライン・スミスソンは、「宣誓処女」と顔を合わせて交流した人類学者や写真家を特集した記事を作成した。
「宣誓処女」のライフスタイルでは、出生時に女性に割り当てられた人々は、男性に対して自動的に与えられる自由に遥かに簡単にアクセスできる。運転、投票、金銭の管理、財産の所有の自由など、伝統的に男性だけに許可されていた全てのことが、この選択を通じて行える。この社会の名誉男性は安定が保証されている。アルバニアは家父長制の社会であるため、突然男性がいなくなった家族は「全てを失う危険にさらされる」ことになる。